# Britische Unterhauswahl 1892

Sitzverteilung im Unterhaus nach der Wahl 1892:
Conservatives: 312 Sitze
Liberals: 271 Sitze
Irish Parliamentary Party: 81 Sitze
Sonstige: 4 Sitze
Parlamentssprecher: 1 Sitz

Die Unterhauswahl im Vereinigten Königreich Großbritannien und Irland im Jahr 1892 fand vom 4. bis zum 26. Juli 1892 statt.

## Vorgeschichte
Die vorangegangene Unterhauswahl 1886 war von den Konservativen gewonnen worden. Nach der Wahl bildete Lord Salisbury eine Regierung, die im Unterhaus auch die Unterstützung der liberalen Unionisten genoss. In der Opposition befand sich die Liberale Partei unter Gladstone zusammen mit der irischen Parlamentspartei unter Parnell. Durch die Abspaltung der liberalen Unionisten und die Ablehnung der Home-Rule-Idee durch den Großteil der aristokratischen Whig-Liberalen und weite Teile des bisher liberal gesinnten Großbürgertums wurde die Liberale Partei geschwächt. Andererseits radikalisierte sie sich aber auch und bezog fortan stärker ihre Unterstützung aus den Randgebieten des Vereinigten Königreichs (Wales und Schottland, sowie mit Einschränkung Irland). Das liberale Parteiprogramm von Newcastle 1891 forderte neben der Einführung der Home Rule in Irland auch das Disestablishment der Kirchen in Wales und Schottland, d. h. die Trennung von Kirche und Staat, die Abschaffung des Pluralwahlrechts nach dem Grundsatz one man, one vote und die Einführung einer Arbeiterschutzgesetzgebung.
Der neue Premierminister Salisbury verfolgte außenpolitisch einen konsequent imperialistischen Kurs mit kolonialer Expansion insbesondere in Afrika (1888 Lizenzierung der Imperial British East Africa Company für Kenia und Uganda, 1889 Gründung der British South Africa Company für Nord- und Südrhodesien, 1990 Erwerb Sansibars im Helgoland-Sansibar-Vertrag).
Währenddessen schwelte innenpolitisch die ungelöste irische Frage weiter. Am 13. November 1887, dem sogenannten Bloody Sunday, kam es auf dem Trafalgar Square zu gewalttätigen Auseinandersetzungen zwischen der Polizei einerseits und irischen Nationalisten, sowie sozialistisch inspirierten Arbeitern aus dem Londoner East End andererseits, die zahlreiche Verletzte zur Folge hatten. Ein Versuch konservativer Home-Rule-Gegner, den Führer der irischen Parlamentarier Parnell durch die Veröffentlichung gefälschter Briefe, mit denen Parnell vermeintliche Sympathien für die Täter der Phoenix-Park-Morde unterstellt werden sollten, zu diskreditieren, schlug fehl. Jedoch wurde Parnells politische Karriere durch eine in der Öffentlichkeit bekannt werdende Affäre Parnells mit einer verheirateten Frau beendet. Gladstone und auch die irische Kirche lehnten daraufhin die weitere Zusammenarbeit mit dem nach viktorianischen Maßstäben „moralisch diskreditierten“ Parnell ab. Die irische Home-Rule-Bewegung spaltete sich in „Parnelliten“, die weiter zu ihm hielten, und „Antiparnelliten“, die ihn ablehnten. Die Spaltung hielt auch über den Tod Parnells im Jahr 1891 weiter an und erst im Jahr 1900 vereinigten sich die beiden Gruppierungen wieder.

## Wahlmodus
Gewählt wurden 670 Abgeordnete. Insgesamt stellten sich 1303 Kandidaten zur Wahl, davon 63 ohne Gegenkandidaten. 456 Abgeordnete wurden in England, 101 in Irland, 70 in Schottland und 34 in Wales gewählt. Neun Abgeordnete wurden durch Universitätsangehörige gewählt.

## Ergebnisse
1. ↑  die liberalen Unionisten umfassten etwa 45 gewählte Abgeordnete

Wahlkreisgewinner bei der Wahl. Die meisten Wahlkreise waren Ein-Personenwahlkreise, in einigen wurden jedoch zwei Kandidaten gewählt. Dies ist durch hellere/dunklere Farben bzw. Schraffuren (bei Kandidaten von zwei unterschiedlichen Parteien) deutlich gemacht:
--------

Die Konservativen unter Lord Salisbury gewannen zusammen mit den liberalen Unionisten erneut die meisten Sitze, aber nicht die Mehrheit im Unterhaus. Die irischen Nationalisten konnten ihr relativ gutes Wahlergebnis von 1886 weitgehend wiederholen, waren jedoch in Parnelliten und Antiparnelliten gespalten. Mit Dadabhai Naoroji wurde im Wahlkreis Central Finsbury erstmals ein aus Britisch-Indien stammender Abgeordneter für die Liberale Partei ins Unterhaus gewählt.

### Gesamtergebnis
| Partei | Partei                                     | Kandidaten | Kandidaten           | Stimmen   | Stimmen | Stimmen | Sitze  | Sitze |
| Partei | Partei                                     | Gesamt     | ohne Gegen- kandidat | Anzahl    | %       | +/−     | Anzahl | +/−   |
| ------ | ------------------------------------------ | ---------- | -------------------- | --------- | ------- | ------- | ------ | ----- |
|        | Conservative Party und liberale Unionisten | 606        | 40                   | 2.159.150 | 47,0    | −4,4    | 313    | −80   |
|        | Liberal Party                              | 532        | 13                   | 2.088.019 | 45,1    | +0,1    | 272    | +80   |
|        | Irish Parliamentary Party                  | 134        | 9                    | 311.509   | 7,0     | +3,5    | 81     | −4    |
|        | Sonstige                                   | 31         | 1                    | 39.641    | 0,9     | +0,8    | 4      | +4    |
|        | Gesamt                                     | 1303       | 63                   | 4.598.319 | 100,0   | –       | 670    | –     |

Unter die Konservativen sind etwa 45 liberale Unionisten subsumiert. Unter den gewählten irischen Parlamentariern befanden sich neun „Parnelliten“ und 72 „Antiparnelliten“. Zu den vier Sonstigen zählen drei unabhängige Labour-Abgeordnete und ein unabhängiger Liberaler.

### Landesteile und Universitäten
| Partei        | Partei                                     | Kandidaten | Kandidaten           | Stimmen   | Stimmen | Stimmen | Sitze   | Sitze   |
| Partei        | Partei                                     | Gesamt     | ohne Gegen- kandidat | Anzahl    | %       | +/−     | Anzahl  | +/−     |
| England       | England                                    | England    | England              | England   | England | England | England | England |
| ------------- | ------------------------------------------ | ---------- | -------------------- | --------- | ------- | ------- | ------- | ------- |
|               | Conservative Party und liberale Unionisten | 441        | 22                   | 1.788.108 | 51,1    | −1,5    | 261     | −71     |
|               | Liberal Party                              | 426        | 9                    | 1.685.283 | 48,0    | +0,8    | 190     | +67     |
|               | Irish Parliamentary Party                  | 1          | 0                    | 2.537     | 0,1     | 0,0     | 1       | ±0      |
|               | Sonstige                                   | 18         | 1                    | 29.891    | 0,8     | +0,7    | 4       | +4      |
|               | Gesamt                                     | 886        | 32                   | 3.505.819 | 100,0   | –       | 456     | –       |
| Wales         |                                            |            |                      |           |         |         |         |         |
|               | Conservative Party und liberale Unionisten | 29         | 0                    | 78.038    | 37,2    | −8,9    | 3       | −5      |
|               | Liberal Party                              | 34         | 4                    | 141.465   | 62,8    | +8,9    | 31      | +5      |
|               | Gesamt                                     | 63         | 4                    | 219.503   | 100,0   | –       | 34      | –       |
| Schottland    |                                            |            |                      |           |         |         |         |         |
|               | Conservative Party und liberale Unionisten | 68         | 0                    | 209.944   | 44,4    | −2,0    | 19      | −8      |
|               | Liberal Party                              | 70         | 0                    | 256.944   | 53,9    | +0,3    | 51      | +8      |
|               | Sonstige                                   | 11         | 0                    | 8.242     | 1,7     | +1,7    | 0       | ±0      |
|               | Gesamt                                     | 149        | 0                    | 475.130   | 100,0   | –       | 70      | –       |
| Irland        |                                            |            |                      |           |         |         |         |         |
|               | Conservative Party und liberale Unionisten | 59         | 11                   | 79.263    | 20,6    | −29,8   | 21      | +4      |
|               | Liberal Party                              | 2          | 0                    | 4.327     | 1,1     | +0,1    | 0       | ±0      |
|               | Irish Parliamentary Party                  | 133        | 9                    | 308.972   | 78,1    | +29,5   | 80      | −4      |
|               | Sonstige                                   | 1          | 0                    | 611       | 0,2     | +0,2    | 0       | ±0      |
|               | Gesamt                                     | 195        | 20                   | 393.173   | 100,0   | –       | 101     | –       |
| Universitäten |                                            |            |                      |           |         |         |         |         |
|               | Conservative Party und liberale Unionisten | 9          | 7                    | 3.797     | 80,9    | −3,8    | 9       | ±0      |
|               | Liberal Party                              | 0          | 0                    | 0         | 0,0     | −13,8   | 0       | ±0      |
|               | Irish Parliamentary Party                  | 0          | 0                    | 0         | 0,0     | −1,5    | 0       | ±0      |
|               | Sonstige                                   | 1          | 0                    | 897       | 19,1    | +19,1   | 0       |         |
|               | Gesamt                                     | 10         | 7                    | 4.694     | 100,0   | –       | 9       | –       |

## Weitere Entwicklung
Da die Liberalen alleine keine Mehrheit hatten, weigerte sich Salisbury zurückzutreten und wurde erst durch das Misstrauensvotum vom 11. August 1892 zum Rücktritt genötigt. Gladstone bildete eine Minderheitsregierung, die von der Unterstützung der irischen Nationalisten abhängig war.